# (19925) 1979 QD3
(19925) 1979 QD3 est un astéroïde de la ceinture principale découvert en 1979.

## Description
(19925) 1979 QD3 a été découvert le 22 août 1979 à l'observatoire de La Silla, au Chili, par Claes-Ingvar Lagerkvist.

### Caractéristiques orbitales
L'orbite de cet astéroïde est caractérisée par un demi-grand axe de 2,25 UA, un périhélie de 1,95 UA, une excentricité de 0,13 et une inclinaison de 4,45° par rapport à l'écliptique. Du fait de ces caractéristiques, à savoir un demi-grand axe compris entre 2 et 3,2 UA et un périhélie supérieur à 1,666 UA, il est classé, selon la JPL Small-Body Database, comme objet de la ceinture principale.

### Caractéristiques physiques
(19925) 1979 QD3 a une magnitude absolue (H) de 15,7 et un albédo estimé à 0,090.